# WTA 125k 2019
Il WTA 125k 2019 è il secondo livello professionistico di tennis femminile, dopo il WTA Tour 2019. Per il 2019 è costituito da undici tornei, il montepremi per la vittoria è di 125 000 $, tranne che per gli Oracle Challenger Series che offrono un montepremi di 162 480 $.

## Calendario
| Settimana   | Torneo | Campionesse                                           | Finaliste                                 | Semifinaliste                        | Eliminate ai quarti                                                     |
| ----------- | --- | ----------------------------------------------------- | ----------------------------------------- | ------------------------------------ | ----------------------------------------------------------------------- |
| 21 gennaio  | Challenger Series - Newport Beach 2019 Newport Beach, Stati Uniti $162,480 – Cemento – 48S/4Q/16D Singolare – Doppio | Bianca Andreescu 0–6, 6–4, 6–2                        | Jessica Pegula                            | Lauren Davis Tatjana Maria           | Rebecca Peterson Taylor Townsend Eugenie Bouchard Nicole Gibbs          |
| 21 gennaio  | Challenger Series - Newport Beach 2019 Newport Beach, Stati Uniti $162,480 – Cemento – 48S/4Q/16D Singolare – Doppio | Hayley Carter Ena Shibahara 6–3, 7–6(1)               | Taylor Townsend Yanina Wickmayer          | Lauren Davis Tatjana Maria           | Rebecca Peterson Taylor Townsend Eugenie Bouchard Nicole Gibbs          |
| 25 febbraio | Challenger Series - Indian Wells 2019 Indian Wells, Stati Uniti $162,480 – Cemento – 48S/4Q/16D Singolare – Doppio   | Viktorija Golubic 3–6, 7–5, 6–3                       | Jennifer Brady                            | Wang Qiang Zarina Dijas              | Kristýna Plíšková Sara Sorribes Tormo Francesca Di Lorenzo Nicole Gibbs |
| 25 febbraio | Challenger Series - Indian Wells 2019 Indian Wells, Stati Uniti $162,480 – Cemento – 48S/4Q/16D Singolare – Doppio   | Kristýna Plíšková Evgenija Rodina 7–6(7), 6–4         | Taylor Townsend Yanina Wickmayer          | Wang Qiang Zarina Dijas              | Kristýna Plíšková Sara Sorribes Tormo Francesca Di Lorenzo Nicole Gibbs |
| 11 marzo    | Abierto Zapopan 2019 Guadalajara, Messico $125,000 – Cemento – 32S/16Q/16D Singolare – Doppio                        | Veronika Kudermetova 6–2, 6–0                         | Marie Bouzková                            | Tatjana Maria Fiona Ferro            | Kristýna Plíšková Olga Danilović Renata Zarazúa Magda Linette           |
| 11 marzo    | Abierto Zapopan 2019 Guadalajara, Messico $125,000 – Cemento – 32S/16Q/16D Singolare – Doppio                        | Maria Sanchez Fanny Stollár 7–5, 6–1                  | Cornelia Lister Renata Voráčová           | Tatjana Maria Fiona Ferro            | Kristýna Plíšková Olga Danilović Renata Zarazúa Magda Linette           |
| 22 aprile   | Kunming Open 2019 Anning, Cina $125,000 – Terra rossa – 32S/16Q/16D Singolare – Doppio                               | Zheng Saisai 6–4, 6–1                                 | Zhang Shuai                               | Liang En-shuo Kaylah McPhee          | Ma Shuyue Zhang Kailin Chihiro Muramatsu Alexandra Cadanțu              |
| 22 aprile   | Kunming Open 2019 Anning, Cina $125,000 – Terra rossa – 32S/16Q/16D Singolare – Doppio                               | Peng Shuai Yang Zhaoxuan 7–5, 6–2                     | Duan Yingying Han Xinyun                  | Liang En-shuo Kaylah McPhee          | Ma Shuyue Zhang Kailin Chihiro Muramatsu Alexandra Cadanțu              |
| 4 giugno    | Croatia Bol Open 2019 Bol, Croazia $125,000 – Terra rossa – 32S/16D Singolare – Doppio                               | Tamara Zidanšek 7–5, 7–5                              | Sara Sorribes Tormo                       | Kaja Juvan Anna Karolína Schmiedlová | Timea Bacsinszky Aleksandra Krunić Jil Teichmann Laura Siegemund        |
| 4 giugno    | Croatia Bol Open 2019 Bol, Croazia $125,000 – Terra rossa – 32S/16D Singolare – Doppio                               | Timea Bacsinszky Mandy Minella 0–6, 7–6(3), [10–4]    | Cornelia Lister Renata Voráčová           | Kaja Juvan Anna Karolína Schmiedlová | Timea Bacsinszky Aleksandra Krunić Jil Teichmann Laura Siegemund        |
| 8 luglio    | Swedish Open 2019 Båstad, Svezia $125,000 – Terra rossa – 32S/16D Singolare – Doppio                                 | Misaki Doi 6–4, 6–4                                   | Danka Kovinić                             | Aleksandra Krunić Katarzyna Kawa     | Johanna Larsson Mona Barthel Natal'ja Vichljanceva Fiona Ferro          |
| 8 luglio    | Swedish Open 2019 Båstad, Svezia $125,000 – Terra rossa – 32S/16D Singolare – Doppio                                 | Misaki Doi Natal'ja Vichljanceva 7–5, 6(4)–7, [10–7]  | Alexa Guarachi Danka Kovinić              | Aleksandra Krunić Katarzyna Kawa     | Johanna Larsson Mona Barthel Natal'ja Vichljanceva Fiona Ferro          |
| 29 luglio   | Liqui Moly Open Karlsruhe 2019 Karlsruhe, Germania $125,000 – Terra rossa – 32S/6Q/8D Singolare – Doppio             | Patricia Maria Tig 3-6, 6-1, 6-2                      | Alison Van Uytvanck                       | Jasmine Paolini Paula Badosa         | Ekaterine Gorgodze Stephanie Wagner Tamara Korpatsch Tereza Mrdeža      |
| 29 luglio   | Liqui Moly Open Karlsruhe 2019 Karlsruhe, Germania $125,000 – Terra rossa – 32S/6Q/8D Singolare – Doppio             | Lara Arruabarrena Renata Voráčová 6(2)-7, 6-4, [10-4] | Han Xinyun Yuan Yue                       | Jasmine Paolini Paula Badosa         | Ekaterine Gorgodze Stephanie Wagner Tamara Korpatsch Tereza Mrdeža      |
| 2 settembre | Challenger Series - New Haven 2019 New Haven, Stati Uniti $162,480 – Cemento – 48S/4Q/16D Singolare – Doppio         | Anna Blinkova 6-4, 6-2                                | Usue Maitane Arconada                     | Heather Watson Lauren Davis          | Danielle Lao Astra Sharma Pauline Parmentier Jennifer Brady             |
| 2 settembre | Challenger Series - New Haven 2019 New Haven, Stati Uniti $162,480 – Cemento – 48S/4Q/16D Singolare – Doppio         | Anna Blinkova Oksana Kalašnikova 6-2, 4-6, [10-4]     | Usue Maitane Arconada Jamie Loeb          | Heather Watson Lauren Davis          | Danielle Lao Astra Sharma Pauline Parmentier Jennifer Brady             |
| 11 novembre | Taipei OEC Open 2019 Taipei, Taiwan $125,000 – Sintetico (indoor) – 32S/16Q/16D Singolare – Doppio                   | Vitalija D'jačenko 6-3, 6-2                           | Tímea Babos                               | Danka Kovinić Viktorija Tomova       | Kyōka Okamura Jana Čepelová Dalila Jakupovič Naiktha Bains              |
| 11 novembre | Taipei OEC Open 2019 Taipei, Taiwan $125,000 – Sintetico (indoor) – 32S/16Q/16D Singolare – Doppio                   | Lee Ya-hsuan Wu Fang-hsien 4-6, 6-4, [10-7]           | Dalila Jakupovič Danka Kovinić            | Danka Kovinić Viktorija Tomova       | Kyōka Okamura Jana Čepelová Dalila Jakupovič Naiktha Bains              |
| 11 novembre | Challenger Series - Houston 2019 Houston, Stati Uniti $162,480 – Cemento – 48S/4Q/16D Singolare – Doppio             | Kirsten Flipkens 7–6(4), 6-4                          | Coco Vandeweghe                           | Stefanie Vögele Irina Falconi        | Mandy Minella Katarina Zavac'ka Caty McNally Taylor Townsend            |
| 11 novembre | Challenger Series - Houston 2019 Houston, Stati Uniti $162,480 – Cemento – 48S/4Q/16D Singolare – Doppio             | Ellen Perez Luisa Stefani 1-6, 6-4, [10-5]            | Sharon Fichman Ena Shibahara              | Stefanie Vögele Irina Falconi        | Mandy Minella Katarina Zavac'ka Caty McNally Taylor Townsend            |
| 16 dicembre | Open BLS de Limoges 2019 Limoges, Francia $125,000 – Cemento (i) – 32S/16Q/8D Singolare – Doppio                     | Ekaterina Aleksandrova 6-1, 6-3                       | Aljaksandra Sasnovič                      | Nicole Gibbs Greet Minnen            | Ana Bogdan Sorana Cîrstea Jil Teichmann Ljudmila Samsonova              |
| 16 dicembre | Open BLS de Limoges 2019 Limoges, Francia $125,000 – Cemento (i) – 32S/16Q/8D Singolare – Doppio                     | Georgina García Pérez Sara Sorribes Tormo 6-2, 7–6(3) | Ekaterina Aleksandrova Oksana Kalašnikova | Nicole Gibbs Greet Minnen            | Ana Bogdan Sorana Cîrstea Jil Teichmann Ljudmila Samsonova              |